# Alfred Neumann (Unternehmer)

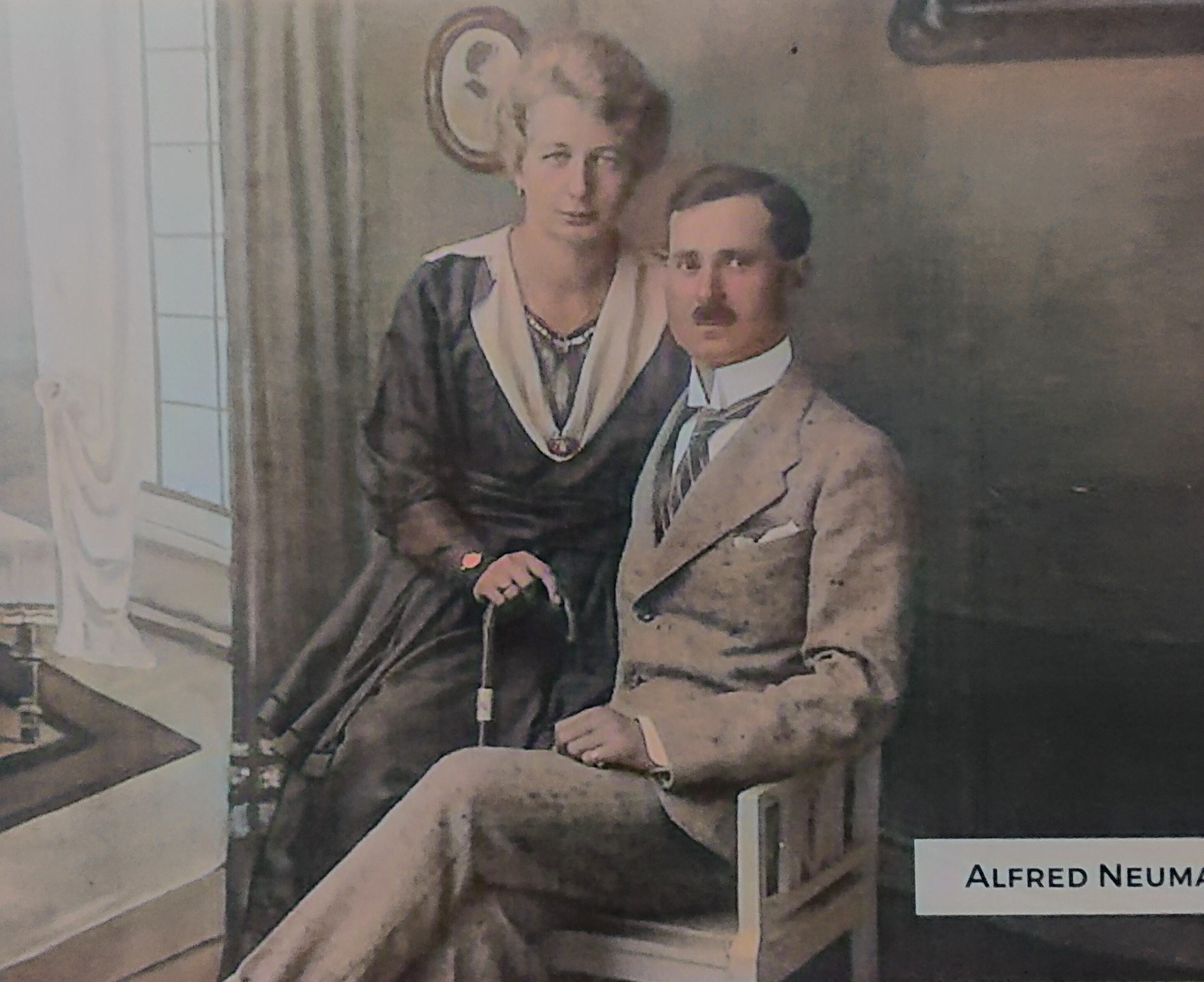
Alfred Neumann und seine Frau Anny Neumann (eingefärbt).

Alfred Neumann (* 23. Mai 1882 in Graz; † 19. August 1938 in Wies) war ein österreichischer Unternehmer jüdischer Herkunft. Er war Besitzer einer Glasfabrik sowie des Schlosses Burgstall in Wies. Schikanen und Misshandlungen durch Nationalsozialisten trieben ihn in den Selbstmord.

## Leben

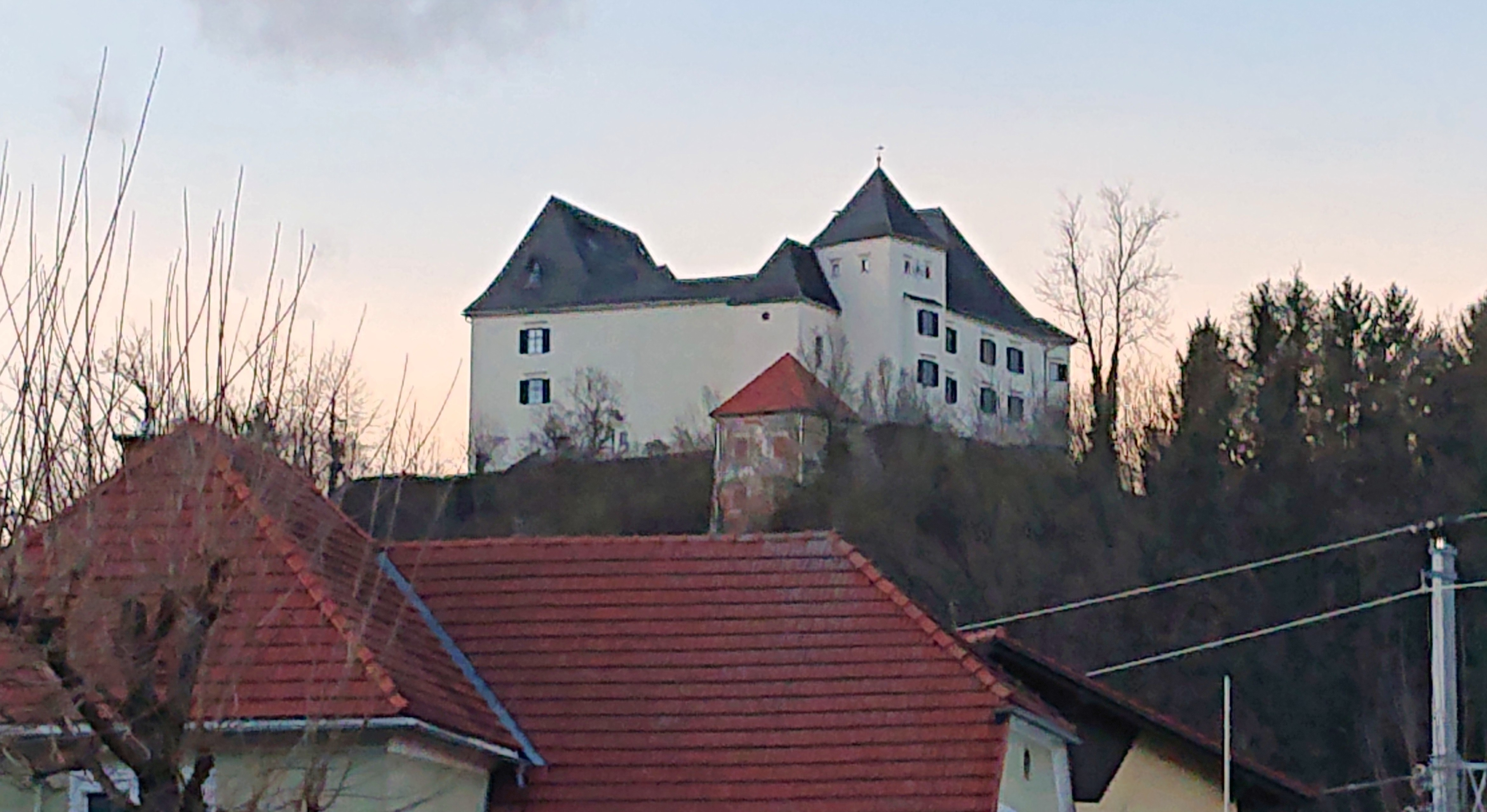
Schloss Burgstall

Alfred Neumann kam am 23. Mai 1882 in Graz zur Welt. Er war das siebente Kind von Netti und Moritz Neumann. Im Jahr 1910, mit 28 Jahren, zog er nach Wies und übernahm die Pacht der Glasfabrik des verstorbenen Josef Mayer von Heldenfeld. Während des Ersten Weltkriegs diente er als Subalternoffizier.
Nach seiner Rückkehr nach Wies im Jahr 1918 kaufte Alfred Neumann die Glashütte, die er den Namen „Alfredhütte“ gab. Im folgenden Jahr erwarb er auch das Schloss Burgstall in Wies und ließ es umfassend restaurieren. Teile des Schlosses wurden an verschiedene Mieter, darunter Arbeiter, vermietet. Am 28. März 1919 heiratete er Anny Kaiser, eine gebürtige Wieserin, welche am selben Tag vom katholischen zum jüdischen Glauben konvertierte. Nach ihr benannte er seine Glasfabrik in Frauental, die von 1919 bis 1921 in Betrieb war, „Annyhütte“. Der Ingenieur bewohnte mit seiner Frau Anny seit August 1928 das Schloss selbst.
1922 erfolgte durch ihn die Gründung der „Oesterreichischen Glashüttenwerke AG vormals Ing. Alfred Neumann“. In den Jahren 1923 bis 1925 wurde eine weitere Glashütte namens „Erichhütte“ errichtet, jedoch nie in Betrieb genommen. Die „Alfredhütte“ wurde 1928 von Alfred Neumann für zehn Jahre an Gustav Suchy und seinen Neffen Franz Naprstek verpachtet. Er behielt jedoch seine Tätigkeit in der Fabrik bei und wurde weiterhin als deren Leiter betrachtet.
Die Glasherstellung wurde am 11. November 1932 durch Suchy und Naprstek eingestellt, wodurch 120 Arbeiter ihre Anstellung verloren. Der offizielle Grund für die Betriebsschließung war „Absatzmangel“. Laut Alfred Neumann wurden Suchy und Naprstek vom neu gegründeten Hohlglaskartell abgefertigt und stellten daraufhin den Betrieb ein. Die lokalen Nationalsozialisten machten Neumann für die Schließung der Glasfabrik verantwortlich. Nach der Schließung zog er sich größtenteils auf Schloss Burgstall zurück, war aber weiterhin Teil des Wieser Gesellschaftslebens.
Am Tag des Anschlusses Österreichs an das Deutsche Reich, dem 12. März 1938, suchten zwei SA-Männer des Sturmes Wies und ein Gendarmeriebeamter Alfred Neumann bei seinem Schloss auf und beschlagnahmten sein Cabriolet. Zwei oder drei Tage später wurde das Auto an den Deutschlandsberger Kreisführer des Nationalsozialistischen Kraftfahrkorps (NSKK) Alfred Stirling übergeben, welcher die Beschlagnahme im Nachhinein genehmigte. Mitte Mai 1938 wurde es der Gestapo in Graz ausgefolgt. Josef Pleunik, der Bezirkshauptmann von Deutschlandsberg, rechtfertigte die Beschlagnahmung damit, dass der „Jude Ing. Alfred Neumann“ als „Volksschädling“ anzusehen sei.
Am 18. April 1938 drangen Rudolf Jauk, der Mitgründer der NSDAP-Ortsgruppe Wies, mit sieben oder acht Männern in das Schlafgemach von Neumann im Schloss ein, verlangten von ihm die Übergabe seines Revolvers und zerrten ihn nach draußen. Das weitere Geschehen beschreibt seine damalige Gattin Anny Neumann wie folgt:

„Mein Gatte wurde darauf unter fortwährenden Beschimpfungen und Stössen bis in die Nähe des Maierhofes gebracht. Dort kommandierte man ‚links, das Grab ist für sie [sic!] schon gegraben.‘ Einige Schritte von der Strasse abweichend auf einer Wiese wurde ‚Halt‘ kommandiert und die Männer stellten sich hinter meinen Gatten und schlugen sie auf ihm [sic!] ein. Bei diesem Schlagen wurde irgendein harter Gegenstand
benützt und ihm damit die Oberlippe ca. 2 cm volkommen [sic!] durchtrennt. Weiters erlitt mein Gatte durch diese Schläge noch verschiedene Verletzungen am Kopf und am Körper. Ich fand meinen Mann blutüberströmt am Boden liegend.“

Der sofort verständigte Arzt Ernst Egner kümmerte sich um Neumann und nähte seine Oberlippe. An seiner Misshandlung zeigte die Gendarmerie kein Interesse.

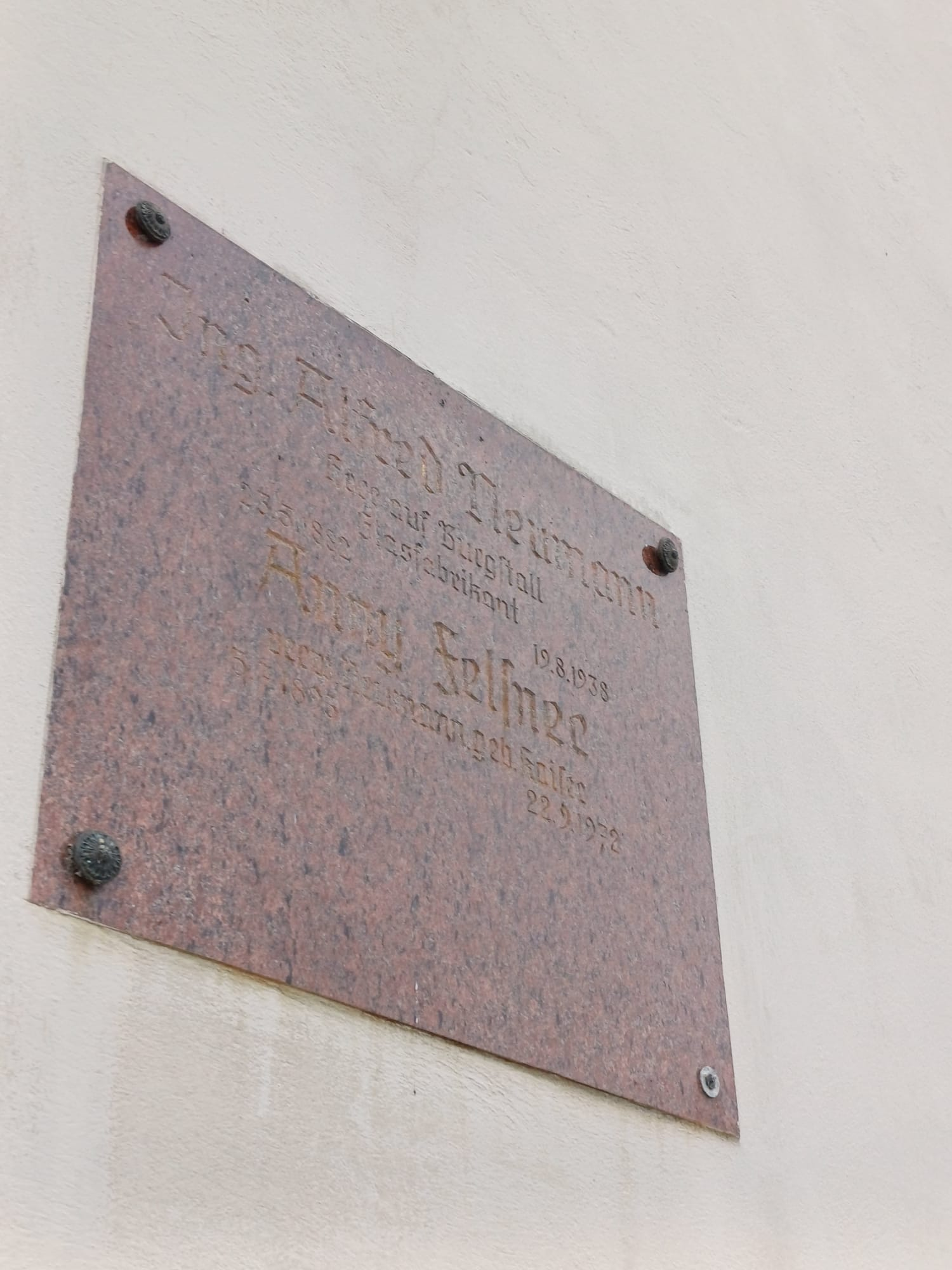
Gedenktafel an Alfred Neumann und Anny Neumann am Schloss Burgstall

Aufgrund der „Verordnung über die Anmeldung des Vermögens von Juden“ musste Ingenieur Neumann bis spätestens 30. Juni 1938 ein Formular abgeben, in dem er genaue Angaben über sein Vermögen sowie persönliche Auskünfte machen musste. Am 14. Mai 1938 entwandte der Fleischhauer und neu ernannte Wieser Gemeindesekretär Hans Baumgartner zwei Schreibmaschinen Neumanns. Am 15. Juni 1938 verstarb Neumanns Bruder Heinrich aus unbekannten Gründen in Gornja Bistra, dem heutigen Kroatien.
Zur Durchführung der Enteignung („Arisierung“) von Neumanns Besitz tauchte am 16. August 1938 Hans Baumgartner mit Gestapo-Beamten im Schloss Burgstall auf. Wie Anny Neumann aussagte, wurde ihr Ehemann „auf das Gröbste beschimpft und beleidigt und dabei mehrmals auf den Tisch geschlagen. [...] Nachdem die Gestapo[beamten] unser Haus verlassen haben, war mein Gatte gänzlich gebrochen und sagte er, dass er eine solche Beleidigung nicht mehr aushalte.“
Einen Tag später wurde der Ingenieur von einem ehemaligen Glasarbeiter darüber informiert, dass „Leute aus Graz“ am 19. August 1938 mit ihm über die Fabrik sprechen wollten. Am 19. August 1938, bevor es zu dem geplanten Treffen kam, schoss sich Alfred Neumann gegen 15 Uhr in einem Zimmer seiner Wohnung mit einem Jagdgewehr in die Herzgegend und war sofort tot.

## Persönlichkeit
Alfred Neumann genoss bei seinen Arbeitern große Beliebtheit. In einer Festrede von den versammelten Arbeitern der Glasfabrik Wies zu seinem 50. Geburtstag vor dem Schloss Burgstall am 22. Mai 1932, wurde dem „allseits verehrten Chef“ Lob für seine „vornehm gütige Art“ und sein „verständnisvolle[s] Entgegenkommen und die Fürsorgetätigkeit“ für die Arbeiterschaft ausgesprochen.
Während seines Dienstes im Ersten Weltkrieg wurde er von einem Vorgesetzten als „[g]ereifter, fester Charakter“ beschrieben, der „guten Einfluß auf Untergebene aus[übt]“.
Gemäß einer Zeitzeugin hatte er trotz seiner aussichtslosen Lage keine Absicht zu fliehen. Er soll gesagt haben: „Ich habe niemandem etwas Schlechtes getan, warum soll ich weggehen“.

## Sonstiges

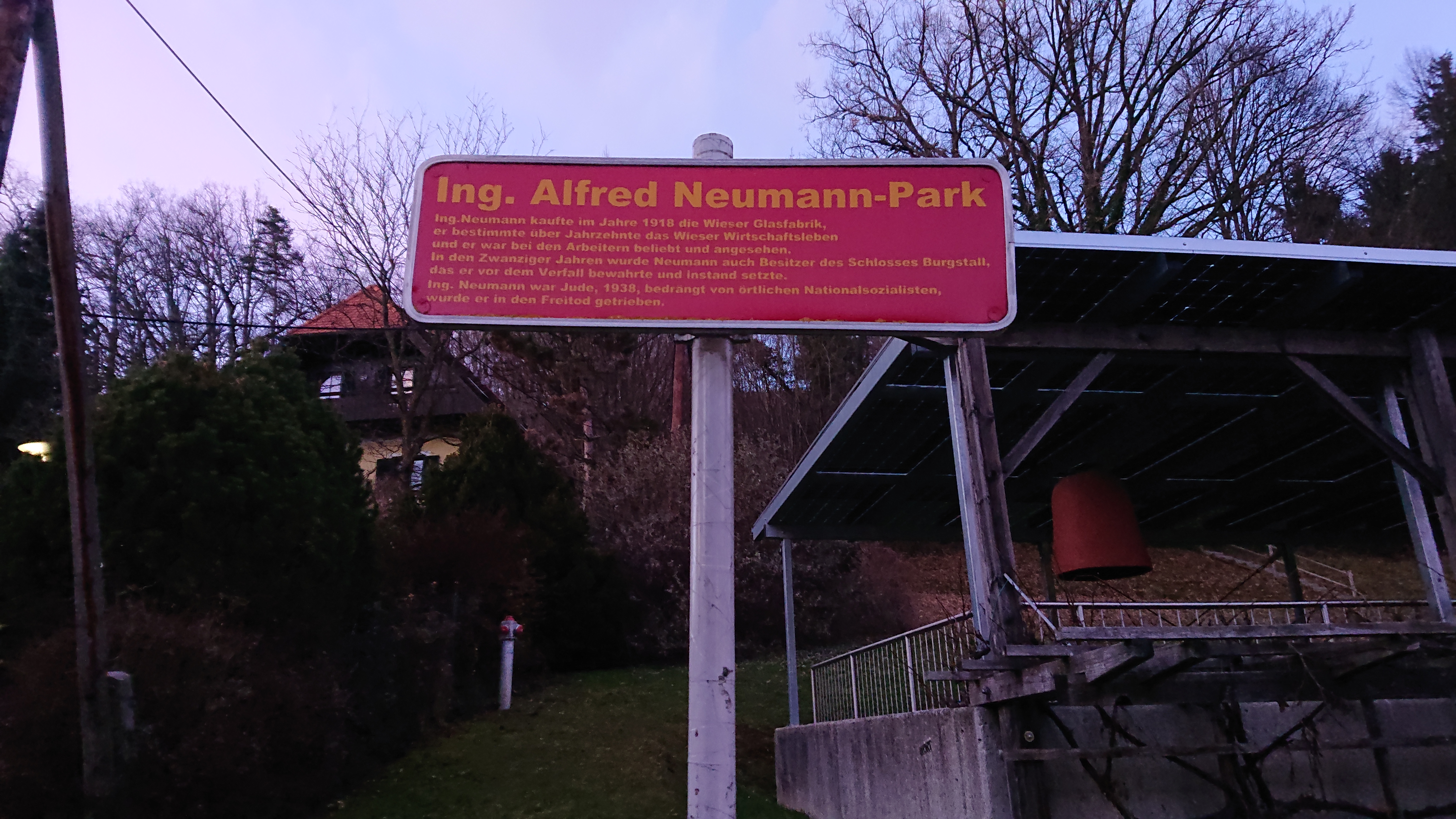
Ing. Alfred Neumann-Park

Alfred Neumann zu Ehren wurde der Rathauspark von Wies am 14. Oktober 2011 in „Ing. Alfred Neumann-Park“ umbenannt.